# Frithiof Strandell
Frithiof Strandell (né le 25 mai 1865 à Turku et mort le 27 mai 1925 à Turku) est un architecte finlandais.

## Ouvrages principaux
- Hjorten (Mustainveljestenkuja 2-4 a), 1904.
- Pantern (Kaskenkatu 2), 1909-1910.
- Kaskenlinna (Kaskenkatu 1)
- Magasin de sel (Läntinen Rantakatu 27)
- Linnankatu 29
- Aurakatu 20
- Maisons en bois Strandell
- Habitation du directeur d'usine (Yliopistonkatu 33)
- Église Béthel (Yliopistonkatu 29 a), 1906[1]
- Maijala Humalistonkatu 14
- Minerva (Linnankatu 59)
- Albatross (Puolalanmäki 4)
- Wuorilinna (Aurakatu 15)
- Maison du facteur Danielsson (Aurakatu 20), 1904.
- Immeuble de Prima (Yliopistonkatu 23)
- Banque Osakepankki de Turku (Aurakatu 3)
- Maison Verdandi (Aurakatu 1)
- Hôtel Hamburger Börs (fi) (Kauppiaskatu 6)
- Façade de l'immeuble Ingman (Linnankatu 3)
- Ukkokoti (Multavierunkatu 5)
- Maison de la lampe de Turku (Linnankatu 6)

## Galerie

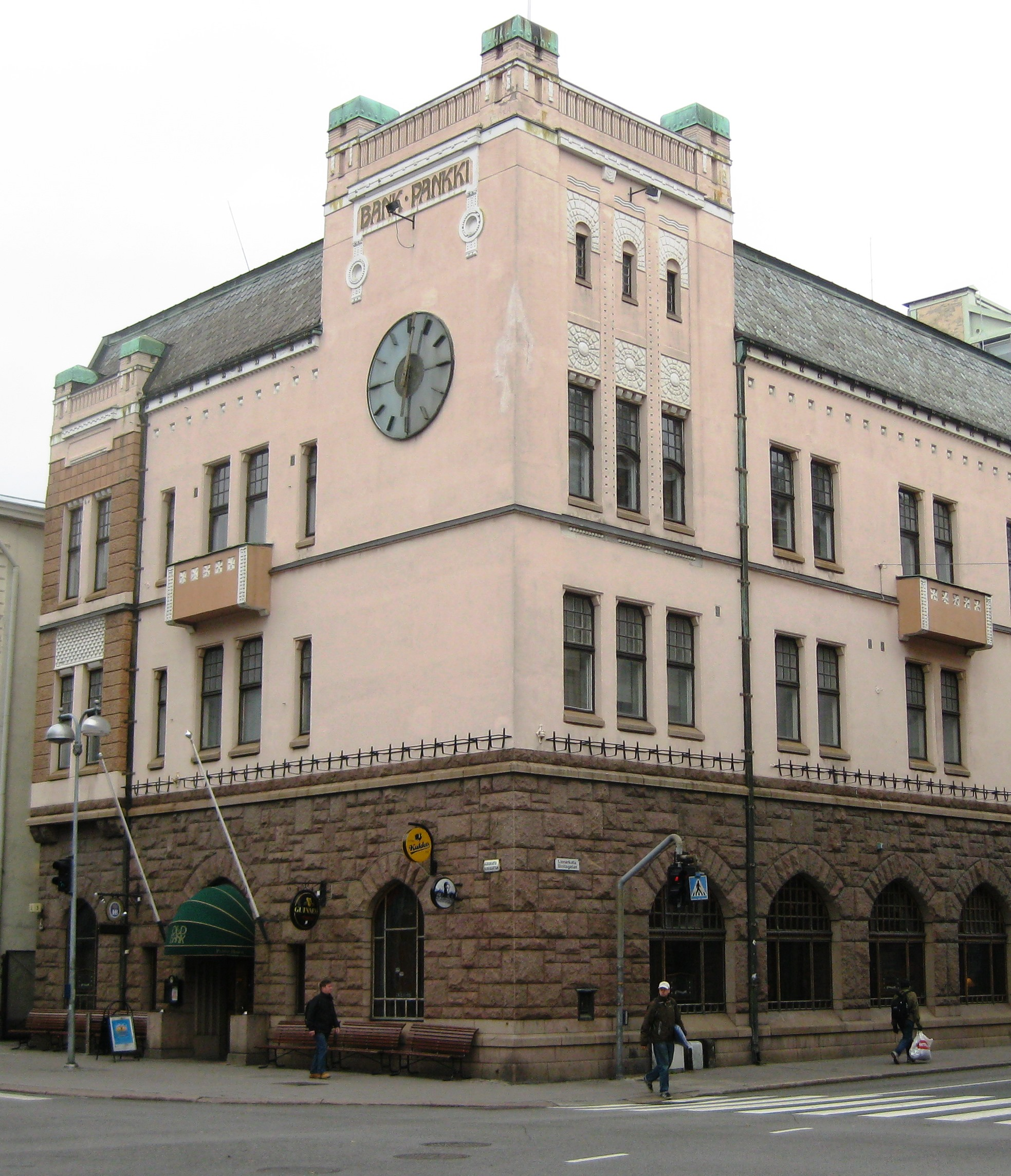
Banque Osakepankki de Turku.
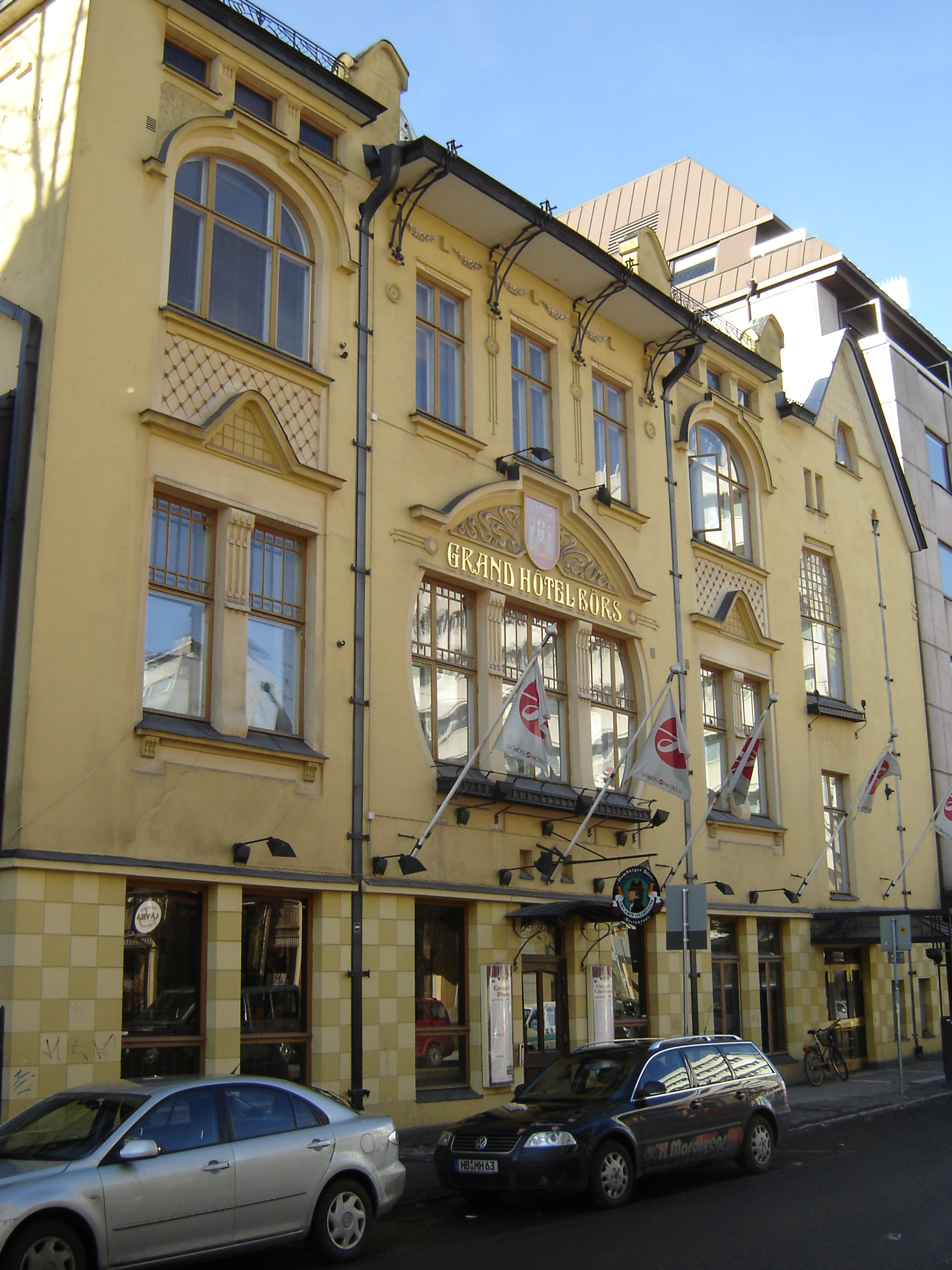
Hôtel Hamburger Börs (fi) à Turku.
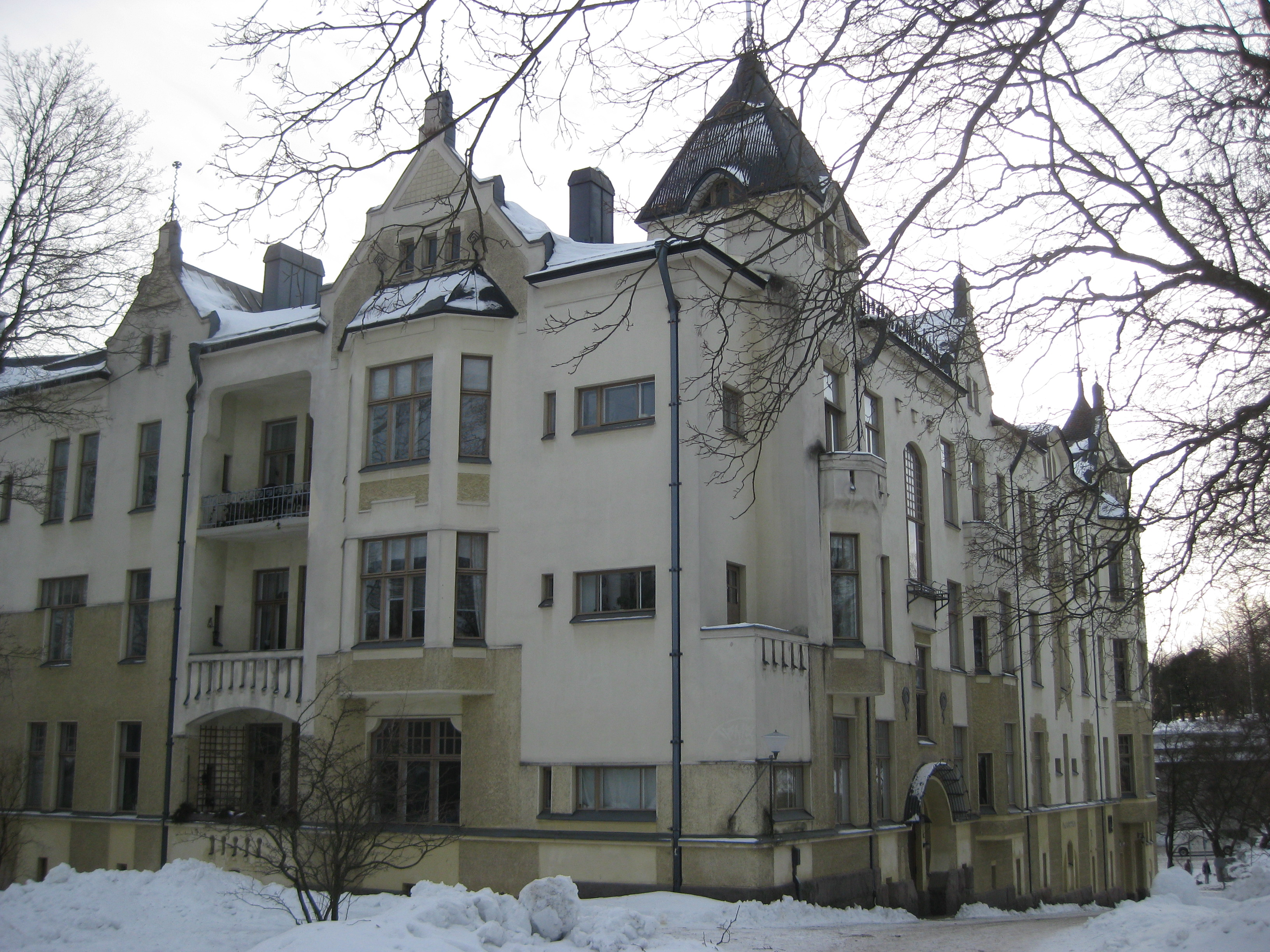
Hjorten.
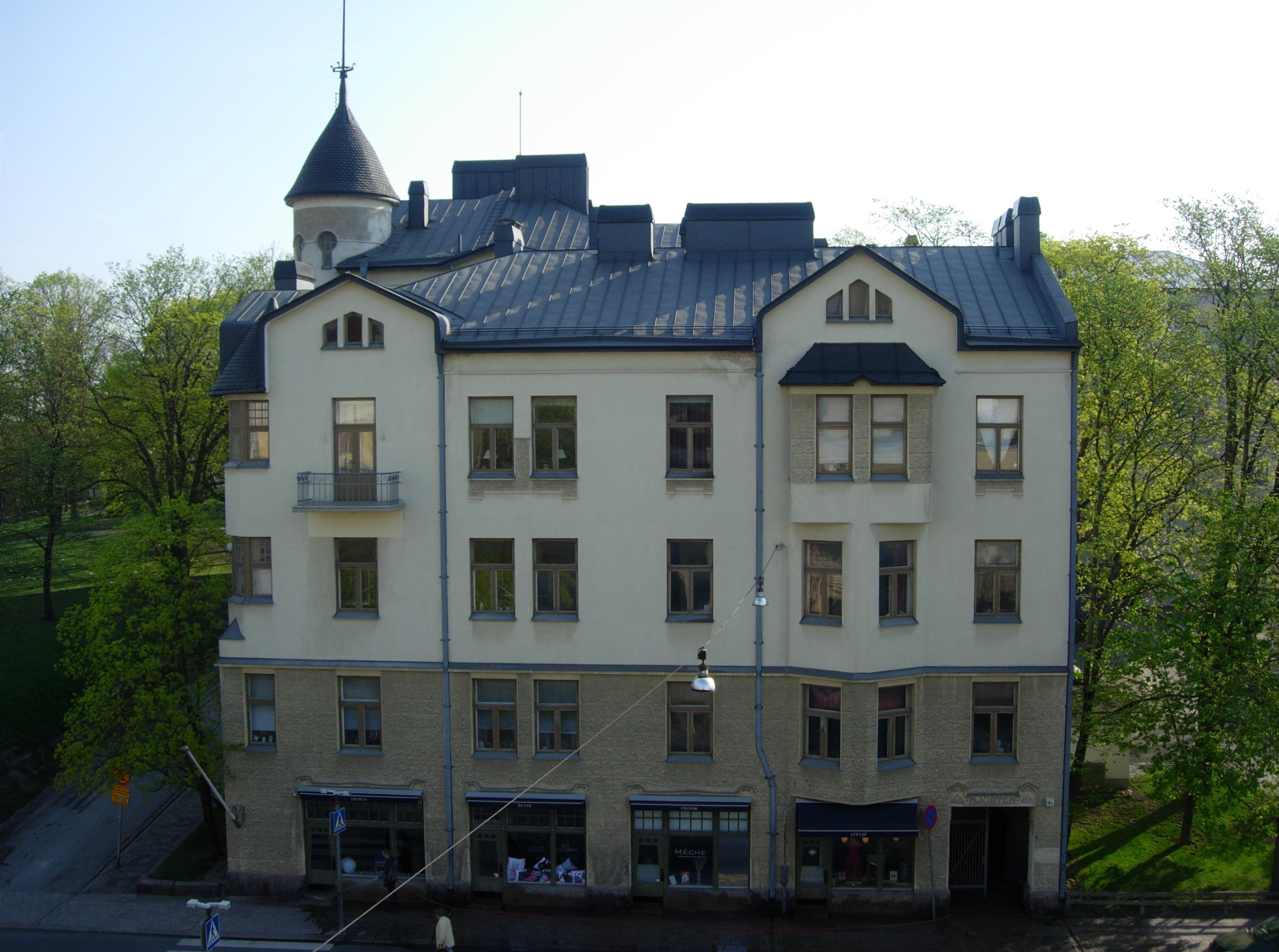
Hjorten-Kalven.
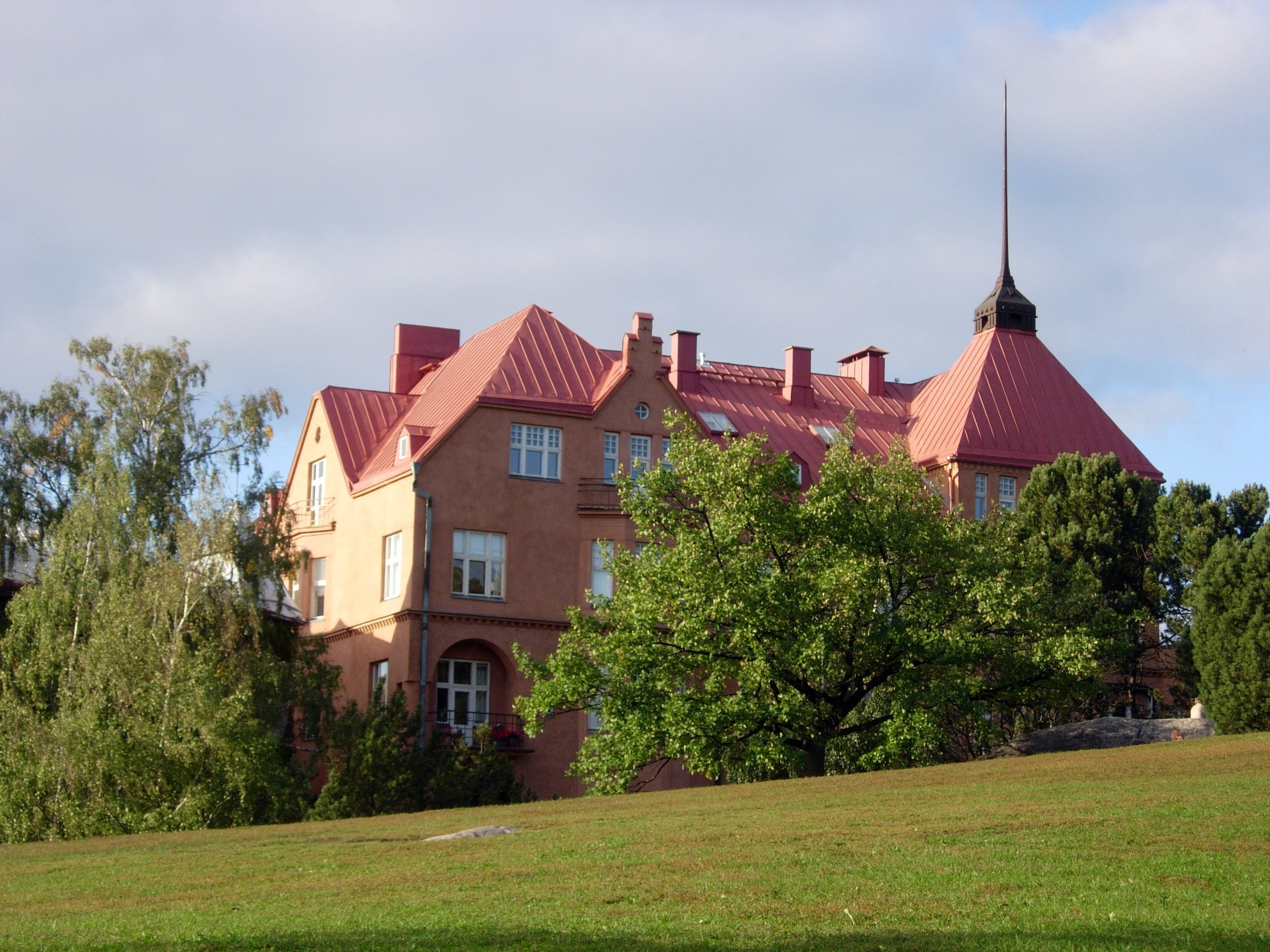
Albatross.
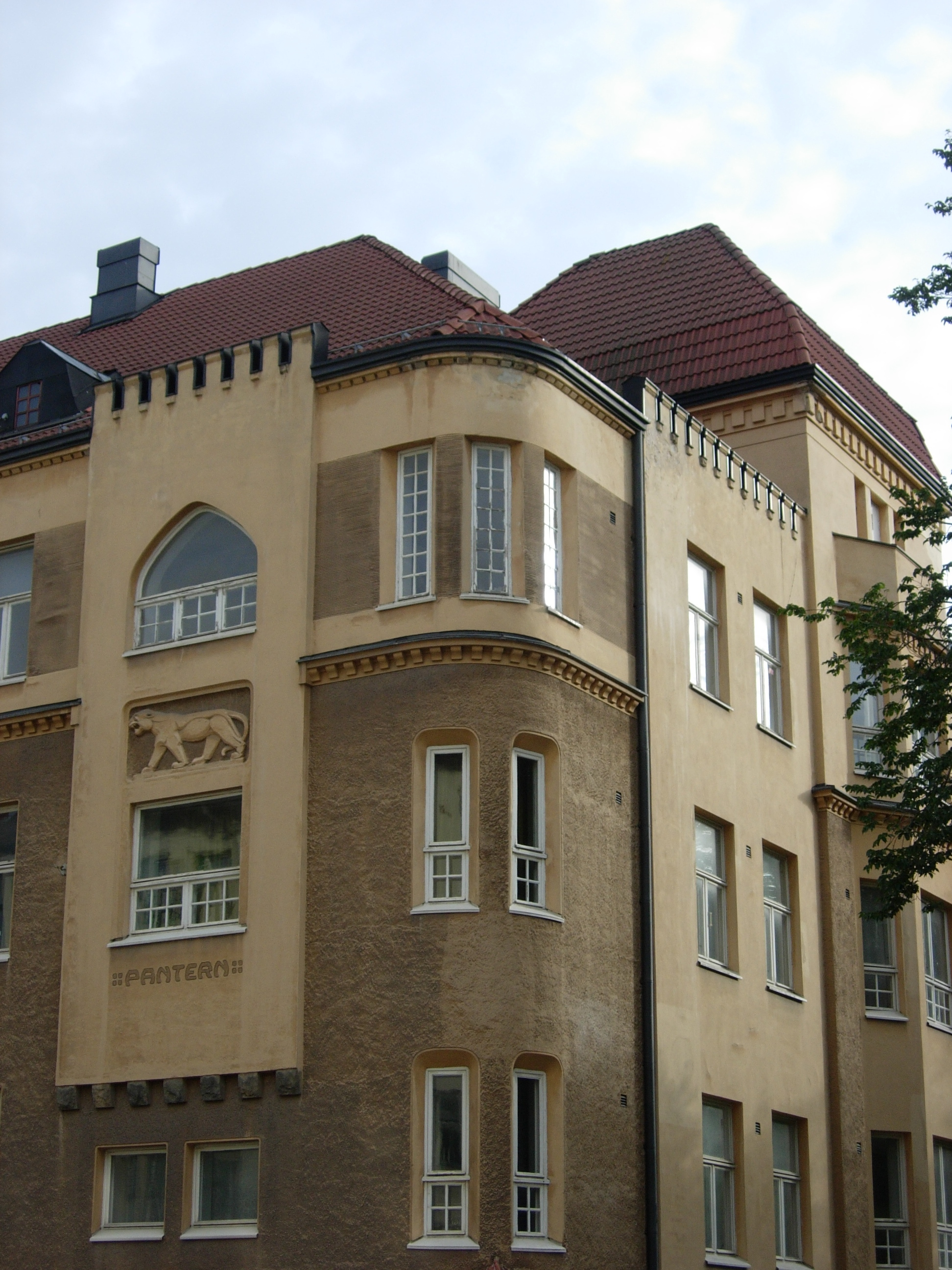
Pantern.
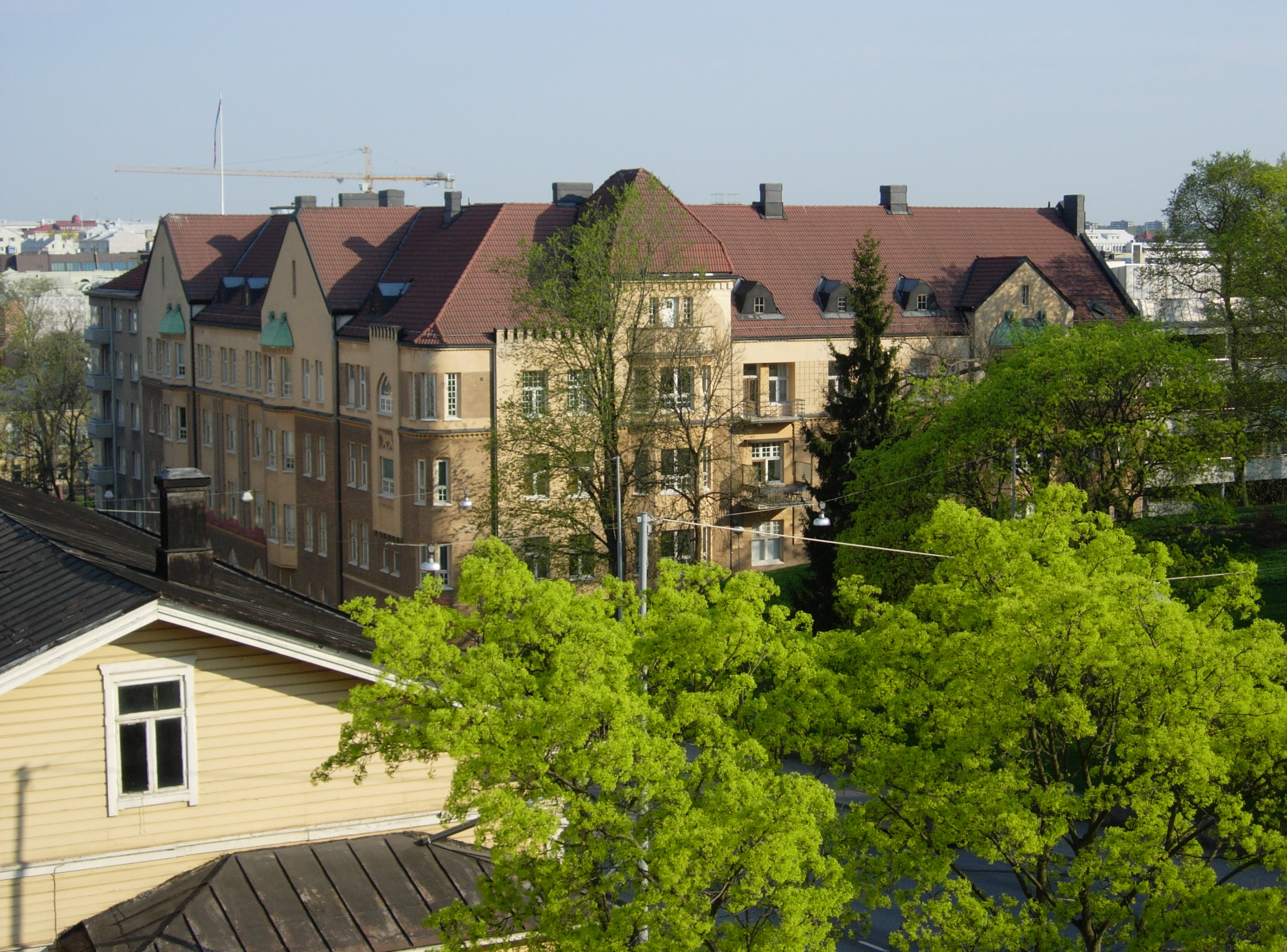
Pantern